# إيان فيرغسون
إيان فيرغسون (Ian Ferguson) هو لاعب أولمبي لرياضة كانو-كاياك من نيوزيلندا. شارك في الأولمبياد الصيفي في 1984–1988، وفاز بما مجموعه 5 ميداليات.

## الميداليات
| ذهب | فضة | برونز | المجموع |
| 4   | 1   | 0     | 5       |

## روابط خارجية
- إيان فيرغسون على موقع اللجنة الأولمبية الدولية (الإنجليزية)
- إيان فيرغسون على موقع أوليمبيديا (الإنجليزية)
- إيان فيرغسون على موقع اللجنة الأولمبية النيوزيلندية (الإنجليزية)
- إيان فيرغسون على موقع قاعة نيوزيلندا للمشاهير الرياضية (الإنجليزية)